# Eduardo Pondal

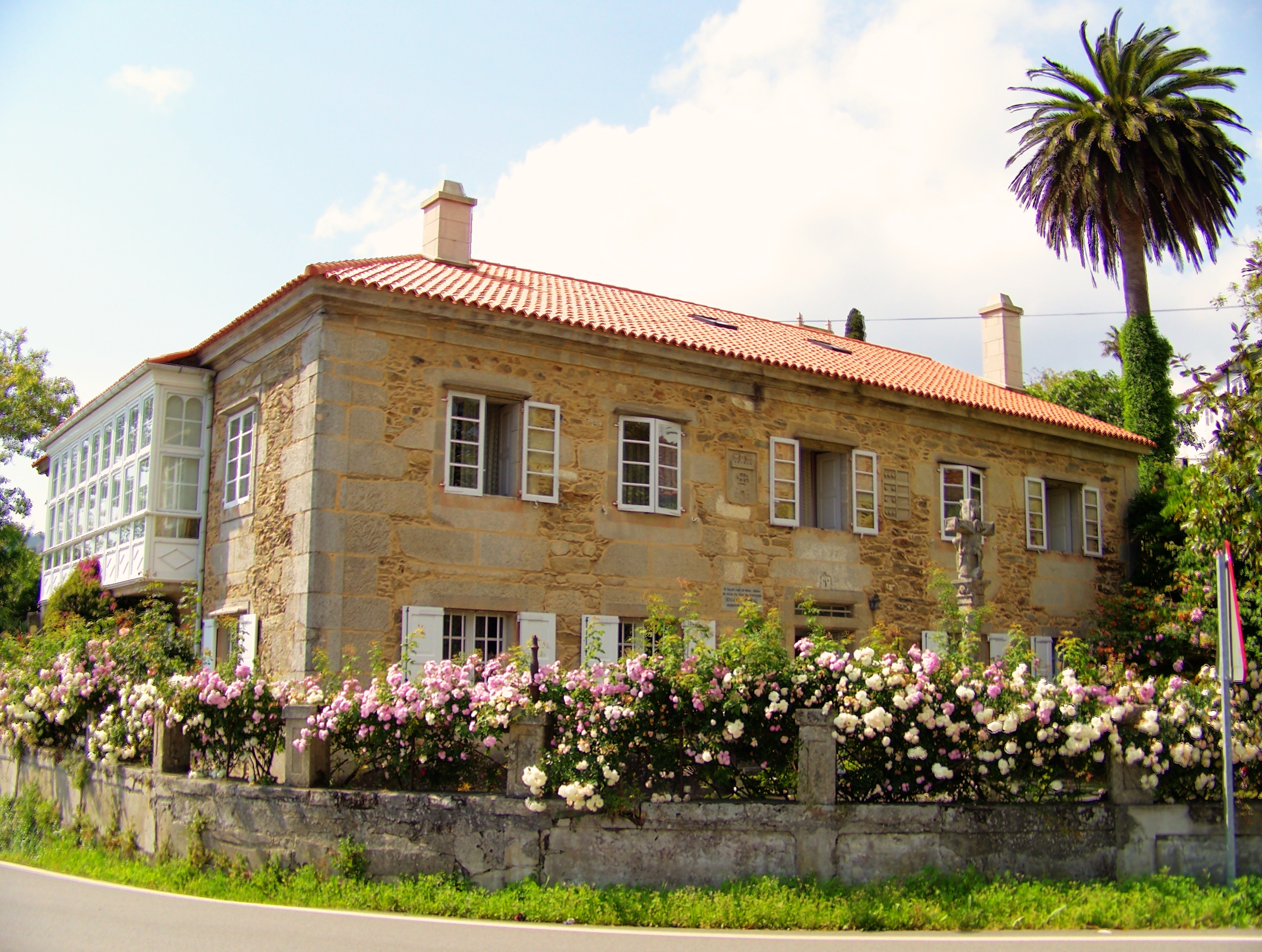
Casa on va néixer Pondal

Eduardo González-Pondal Abente (Ponteceso, 1835 - la Corunya, 1917) fou un escriptor en llengua gallega, un dels principals promotors del Rexurdimento amb Rosalía de Castro i Manuel Curros Enríquez. Era fill d'una família benestant i estudià a Santiago de Compostel·la, on coincidí amb Rosalía de Castro en el Liceo de la Juventud. Pel seu discurs Brindis en el banquet de Conxo (1856) fou desterrat a les Illes Marianes. El 1861, participaria en els primers Xogos Florais de Galícia, i el 1862 va exercir de metge militar, però uns anys més tard ho deixà per dedicar-se plenament a la literatura. Fou membre i un dels fundadors de la Real Academia Gallega.
Es va inspirar en els poemes ossiànics de James Macpherson i en el celtisme de Manuel Murguía, i va recrear una mitologia gallega precristiana, basant-se en el paisatge natal, les landes de la comarca de Bergantiños, i en la gràcia arcaica dels topònims.
Considerat com el poeta ossiànic més característic de la península, és anomenat o bardo da lírica galega do Rexurdimento. La seva poesia és aristocratitzant, i es caracteritza per la rudesa i precisió dels adjectius, per la seva constant exaltació de la llibertat i la reivindicació apassionada de Galícia. El més fonamental de la seva obra es troba recollit en Queixumes dos pinos (1886). Deixà inacabat un poema èpic, Os Eoas.

## Obra
- 1862: A campana de Anllóns (dins El Album de la Caridad)
- 1877: Rumores de los pinos
- 1886: Queixumes dos pinos
- 1895: A campana de Anllóns, ampliada a 81 estrofes
- 1907: (Estrenat a l'Havana) Os pinos, himne gallec
- Os Eoas, poema èpic inacabat